# Le Dossier Rachel (film)
Pour plus de détails, voir Fiche technique et Distribution.
Le Dossier Rachel (The Rachel Papers) est un film britannique réalisé par Damian Harris, sorti en 1989.

## Synopsis
Charles est un pragmatique, dont la logique et la vie amoureuse sont régies par ordinateur. Âgé de 19 ans, il termine le lycée et fait le point avant d'intégrer Oxford, sur ses conquêtes féminines ayant un dossier attitré sur son ordinateur programmé sur une méthode infaillible. 
Il déploie, avec son copain Geoffrey un luxe de stratégie pour conquérir ses petites amies et gérer ses liaisons avec décor adapté à chacune. C'est simple, chacune d'elles est sur disquette. Il décide alors son aventure la plus exquise, celle avec la belle et énigmatique Rachel, une américaine de la haute société, vivant à Londres...

## Fiche technique
- Titre français : Le Dossier Rachel
- Titre original : The Rachel Papers
- Réalisation : Damian Harris
- Scénario : Damian Harris d'après le roman Le Dossier de Rachel de Martin Amis
- Photographie : Alex Thomson
- Montage : David Martin
- Musique : Chaz Jankel et David Storrs
- Production : Andrew S. Karsch
- Sociétés de production : Initial Film & Television, Longfellow Pictures & Virgin
- Société de distribution : United Artists
- Pays d’origine :  Royaume-Uni
- Langue : Anglais
- Format : Couleur - Dolby - 35 mm - 1.85:1
- Durée : 95 min
- Date de sortie : 14 août 1991 en France (première parution le 12 mai 1989 aux États-Unis d'Amérique)

## Distribution
- Dexter Fletcher (VF : David Krüger) : Charles Highway
- Ione Skye (VF : Dominique Vallée) : Rachel Noyce
- Jonathan Pryce (VF : José Luccioni) : Norman
- Lesley Sharp : Jenny
- James Spader (VF : Christian Bénard) : Deforest Honiger
- Jared Harris (VF : Lionel Henry) : Geoff
- Bill Paterson (VF : Max André) : Gordon Highway
- Michael Gambon (VF : Jacques Lalande) : Dr. Knowd
- Pat Keen (VF : Jane Val) : Mme Tauber

## Autour du film
Damian Harris et Jared Harris sont frères. Il s'agit de leur premier film à chacun.
Eric Stoltz apparaît de manière très furtive et non créditée dans la peau du patron du café où Charles et Rachel rejoignent les amis de cette dernière.